# Заварчик
Заварчик е специалист в процеса на заваряване. За упражняване на тази професия се изисква специално обучение, а при изготвяне на сложни заварки се изисква и допълнителна квалификация.
Характеристика на тази професия е заваряване (свързване) на изделия, възли, конструкции, тръбопроводи и др., от различни видове стомана, цветни метали, сплави, както и неметални материали (пластмаси, полимери), посредством специални заваръчни агрегати. Процесът на заваряване представлява монолитно съединяване на идентични материали, посредством използване на външна енергия със или без допълнителен материал. Допълнителният материал облекчава или прави възможно образуването на заварено съединение, а необходимата енергия се получава от външен източник.
Други технологии за получаване на монолитни, неразглобяеми, съединения са спояването и лепенето.
- Спояването е монолитно съединяване или напластяване чрез стопяване или дифузия на припой по граничните повърхнини на материала. При това не се достига солидус-температурата на основните метали т.е. не се променя кристалната решетка на материала. Много често това му свойство го прави единствения начин за монолитно съединяване.
- При лепенето се съединяват материали чрез използване на лепило, при което топлината не играе основна роля, но благоприятства протичането на процеса на втвърдяване. Лепенето е адхезионна връзка.

Много близки до заваръчните технологии са технологиите за термично рязане (газокислородно, плазмено или лазерно) и тези за нанасяне на покрития – наваряване и термично напръскване. Чрез тези технологии се получават т.нар. „дебели слоеве“ с дебелина от порядъка на 50ηm до десетки милиметри.